# Soirée de combat UFC : Burns contre Morales
UFC Fight Night: Burns vs. Morales (également connu sous le nom d' UFC Fight Night 256 et UFC Vegas 106 et UFC sur ESPN+ 114 ) est un événement d'arts martiaux mixtes produit par l'Ultimate Fighting Championship qui a eu lieu le 17 mai 2025, à l'UFC Apex à Enterprise, Nevada, dans la vallée de Las Vegas, au États-Unis.

## Contexte
Initialement, des rumeurs circulaient selon lesquelles l'événement aurait lieu à la Lusail Sports Arena de Lusail, au Qatar,. Cependant, le lieu de l'événement a été changé pour l'UFC Apex pour des raisons inconnues
Un combat de poids welters entre l'ancien challenger du championnat des poids welters de l'UFC Gilbert Burns et le prospect invaincu Michael Morales était la tête d'affiche de cet événement. Le duo devait initialement faire partie de l'UFC 314 puis de l'UFC 315 avant d'être déplacé vers cet événement,.
Un combat de poids lourds entre l'ancien challenger intérimaire du championnat des poids lourds de l'UFC Curtis Blaydes et le nouveau venu promotionnel Rizvan Kuniev était prévu pour cet événement. Cependant, le combat a été déplacé à l'UFC sur ABC : Hill contre Rountree Jr. le 21 juin pour des raisons inconnues. Le duo était initialement prévu pour l'UFC Fight Night : Cejudo contre Song, puis a été déplacé vers l'UFC 313 et a finalement été annulé quelques heures avant l'événement après que Blaydes a dû se retirer en raison d'une maladie non divulguée,.
Un combat de poids moyen entre Park Jun-yong et Ismail Naurdiev était prévu pour cet événement. Cependant, le combat a été reprogrammé à l'UFC sur ABC : Hill vs. Rountree Jr. le 21 juin pour des raisons inconnues.
Un combat de poids mi-lourd entre Johnny Walker et Azamat Murzakanov était prévu pour cet événement. Cependant, le combat a été déplacé à l'UFC 316 pour des raisons inconnues.
Serghei Spivac et Shamil Gaziev devaient se rencontrer dans un combat de poids lourds lors de l'événement. Cependant, le combat a été déplacé à l'UFC 316 pour des raisons non divulguées.
Un combat de poids lourds entre Hamdy Abdelwahab et Mohammed Usman était prévu pour cet événement. Cependant, le combat a été déplacé sur UFC sur ABC : Hill contre Rountree Jr. pour des raisons inconnues.
Le nouveau venu promotionnel Aaron Pico a brièvement été attendu pour faire ses débuts dans un combat poids plume contre Movsar Evloev lors de cet événement. Cependant,Pico a révélé lors d'une interview que même si le projet était sur le point d'être signé, il n'a pas abouti.
Un combat de poids lourds-légers entre Paul Craig et l'ancien champion intérimaire des poids mi-lourds de la LFA, Rodolfo Bellato, devait avoir lieu comme co-événement principal. Cependant, au cours de la diffusion, il a été annoncé que le combat avait été annulé en raison d'un problème médical non divulgué de Bellato et que le duo serait reprogrammé à une date ultérieure,.

## Résultats
| Carte de combats (ESPN+)   | Carte de combats (ESPN+) | Carte de combats (ESPN+) | Carte de combats (ESPN+) | Carte de combats (ESPN+)                 | Carte de combats (ESPN+) | Carte de combats (ESPN+) | Carte de combats (ESPN+) |
| Catégorie                  |                          |                          |                          | Méthode                                  | Round                    | Chrono.                  | Notes                    |
| -------------------------- | ------------------------ | ------------------------ | ------------------------ | ---------------------------------------- | ------------------------ | ------------------------ | ------------------------ |
| Poids Welter               | Michael Morales          | déf.                     | Gilbert Burns            | TKO (coups de poing)                     | 1                        | 3:39                     |                          |
| Poids Légers               | Mairon Santos            | déf.                     | Sodiq Yusuff             | Décision (unanime) (30–27, 30–27, 29–28) | 3                        | 5:00                     |                          |
| Poids Moyens               | Nursulton Ruziboev       | déf.                     | Dustin Stoltzfus         | Décision (unanime) (30–27, 29–28, 29–28) | 3                        | 5:00                     |                          |
| Poids Plumes               | Melquizael Costa         | déf.                     | Julian Erosa             | Décision (unanime) (29–28, 29–28, 29–28) | 3                        | 5:00                     |                          |
| Carte préliminaire (ESPN+) |                          |                          |                          |                                          |                          |                          |                          |
| Poids Légers               | Gabriel Green            | déf.                     | Matheus Camilo           | Soumission (face crank)                  | 2                        | 3:43                     |                          |
| Poids Légers               | Jared Gordon             | déf.                     | Thiago Moisés            | KO (coups de poings)                     | 1                        | 3:37                     |                          |
| Poids Plumes               | Yadier Del Valle         | déf.                     | Connor Matthews          | Soumission (étranglement rear-naked)     | 1                        | 2:54                     |                          |
| Poids Pailles Femmes       | Luana Santos             | déf.                     | Tainara Lisboa           | Soumission (keylock)                     | 2                        | 4:59                     |                          |
| Poids Pailles Femmes       | Denise Gomes             | déf.                     | Elise Reed               | TKO (coups de poings)                    | 2                        | 0:30                     |                          |
| Poids Mouche               | Park Hyun-sung           | déf.                     | Carlos Hernandez         | Soumission (étranglement rear-naked)     | 1                        | 2:26                     |                          |
| Poids Coq Femmes           | Tecia Pennington         | déf.                     | Luana Pinheiro           | Décision (unanime) (29–28, 29–28, 29–28) | 3                        | 5:00                     |                          |

## Récompenses bonus
Les combattants suivants ont reçu chacun un bonus de 50 000 $ :
- Combat de la soirée : Melquizael Costa contre Julian Erosa
- Performance de la soirée : Michael Morales et Denise Gomes